# PHA (기업)
PHA 주식회사는 대한민국의 자동차 도어 무빙 시스템 기업이다.